# 레고 배트맨 2: DC 슈퍼 히어로즈
《레고 배트맨 2: DC 슈퍼 히어로즈》(Lego Batman 2: DC Super Heroes)는 레고 배트맨 장난감 프랜차이즈를 기반으로 한 액션 어드벤처 게임이다. 2008년 게임 《레고 배트맨: 더 비디오게임》의 속편으로, 트래블러스 테일스에서 개발하여 2012년 워너 브라더스 인터랙티브 엔터테인먼트에서 플레이스테이션 3, 플레이스테이션 비타, Wii U와 Wii, 엑스박스 360판 등으로 발매하였다. 휴대용 기기판이 따로 TT 퓨전에 의해 개발되었으며, 닌텐도 3DS와 닌텐도 DS판으로 발매되었다.

## 성우진
- 트로이 베이커 - 배트맨, 브레이니악, 투페이스
- 찰리 슐래터 - 로빈(팀 드레이크), 플래시(배리 앨런])
- 크리스토퍼 코리 스미스 - 조커
- 로라 베일리 - 할리 퀸, 원더우먼, 포이즌 아이비
- 트래비스 윌링햄 - 슈퍼맨
- 캠 클라크 - 그린 랜턴(할 조던), 마션 맨헌터
- 브라이언 블룸 - 사이보그
- 롭 폴슨 - 리들러
- 스티븐 블룸 - 펭귄, 베인, 라스 알굴, 알프레드 페니워스
- 타운젠드 콜먼 - 미스터 프리즈
- 클랜시 브라운 - 렉스 루터